# Within the Rock
Pour plus de détails, voir Fiche technique et Distribution.
Within the Rock, ou Le Prisonnier de la lune au Québec, est un téléfilm d'horreur et de science-fiction américain, réalisé et écrit par Gary J. Tunnicliffe et diffusé en 1996.

## Synopsis
Un astéroïde de grande taille se dirige vers la Terre et risque de la percuter. Pour dévier sa trajectoire, le Dr Dana Shaw et une équipe spécialisée dans le forage y sont envoyés mais alors qu'ils creusent l'astéroïde, ils libèrent un alien hostile…

## Fiche technique
- Titre : Within the Rock
- Titre québécois : Le Prisonnier de la lune
- Réalisation : Gary J. Tunnicliffe
- Scénario : Gary J. Tunnicliffe
- Musique : Tony Fennell (en), Rod Gammons
- Directeur de la photographie : Adam Kane
- Montage : Roderick Davis
- Direction artistique : Deborah Raymond, Dorian Vernacchio
- Décors : Nancy S. Fallace
- Costumes : Kristin M. Burke
- Effets spéciaux : Wayne Beauchamp, Martin L. Mercer
- Effets visuels : Pat Corbitt, Mykel Denis, Dan Dipierro, Brian Ripley, Laurance Messier
- Production : Robert Patrick, Stanley Isaacs, Scott McGinnis, Barry L. Collier, John Fremes, Barbara Javitz, 360 Entertainment
- Pays d'origine :  États-Unis
- Genres : Film d'horreur, Science-fiction
- Dates de diffusion :
  -  : 8 juin 1996
  -  : 9 février 1997

## Distribution
Légende : Version Québécoise = VQ
- Xander Berkeley (VQ : Jean-Luc Montminy) : Ryan
- Brian Krause (VQ : Benoit Éthier) : Luke Harrison
- Duane Whitaker (VQ : Éric Gaudry) : Potter
- Caroline Barclay (VQ : Hélène Mondoux) : Dr Dana Shaw
- Bradford Tatum (VQ : Luis de Cespedes) : Cody Harrison
- Barbara Patrick (VQ : Rafaëlle Leiris) : Samantha Rogers
- Calvin Levels (VQ : Guy Jodoin) : Banton
- Earl Boen : Michael Isaacs
- Dale Dye : Général Hurst
- Michael Zelniker (VQ : Benoit Rousseau) : Archer

## Récompenses et distinctions

### Nominations
- Saturn Award 1997 :
  - Saturn Award de la meilleure édition VHS
- Fantasporto 1997 :
  - Meilleur film